# Портрет поэта Алонсо де Эрсильи-и-Суньиги
«Портрет поэта Алонсо де Эрсильи-и-Суньиги» — картина художника Доменикоса Теотокопулоса по прозвищу Эль Греко из собрания Государственного Эрмитажа.
На картине погрудно изображён мужчина возрастом около 45—50 лет, с небольшой бородой, одетый в чёрный камзол с белым воротником-раф, на его голове лавровый венок. Как следует из традиционного названия картины на ней изображён Алонсо де Эрсилья-и-Суньига (1533—1594), писатель, автор героической поэмы «Араукана» (написанной по мотивам военной экспедиции в Чили), придворный испанского короля Филиппа II, кавалер ордена Сантьяго. Картина написана масляными красками на холсте и имеет размеры 44,3 × 41,5 см, находится в собрании Государственного Эрмитажа и в описях значится под инвентарным № ГЭ-371.
Ранняя история картины неизвестна. В 1814 году она принадлежала английскому банкиру У. Кузвельту и была выкуплена российским императором Александром I для Эрмитажа вместе с амстердамской частью его собрания. Выставляется в Испанском кабинете (зал 240) здания Нового Эрмитажа.
Высказывались серьёзные сомнения в том, что на картине изображён де Эрсилья. В частности ещё в 1908 году утверждалось что поэт на картине не похож на прижизненный гравированный портрет Эрсильи, приписываемый резцу Хуана де Арфе и опубликованный в 1578 году в издании «Арауканы». На гравюре Эрсилья показан в профиль, в доспехах, со знаком ордена Сантьяго. Хранитель испанской живописи в Эрмитаже Л. Л. Каганэ считает, что его облик на гравюре сильно романтизирован и Эрсилья выглядит явно моложе своего возраста (в год издания «Арауканы» ему исполнилось 46 лет). Далее она отмечает схожесть типа причёски, бороды и усов, формы лба и линии бровей персонажей гравюры и холста. Также обращается внимание на гравированный портрет Эрсильи из издания «Арауканы» 1776 года: автор гравюры Хуан Морено де Техада, сохранив тип изображения Хуана де Арфе, изменил форму носа поэта, значительно приблизив его к изображению на эрмитажной картине. На этом основании Л. Л. Каганэ утверждает, что картина и гравюры не исключают друг друга и отказываться от традиционной идентификации персонажа нет никаких оснований. Существует ещё один портрет Эрсильи в издании первой части «Арауканы» 1574 года, однако и он не позволяет с уверенностью говорить о сходстве или различии изображённых.
Отталкиваясь от фактического возраста Эрсильи и примерного возраста изображённого персонажа, Каганэ выдвигает две версии о времени и месте создания портрета. По одной из них Эль Греко мог встречаться с Эрсильей в Риме в 1570-х годах, где у них было множество общих знакомых и там Эль Греко мог написать его портрет. Следующая их встреча весьма вероятна в Мадриде в 1577 году или несколько позже, вскоре после приезда художника в Испанию. Но наиболее вероятной датой создания портрета она считает около 1578—1579 годов, когда была опубликована вторая часть «Арауканы».
Авторство Эль Греко также вызывало большие сомнения. Предполагалось, что картину мог написать венецианский художник из круга Тинторетто, но эта версия не нашла подтверждения. Каганэ считает «венецианскую» версию заслуживающей внимания, но не отвергает Эль Греко как автора — художник учился непосредственно на картинах этого итальянского художника и известны случаи, когда ранние работы Эль Греко выдавались за работу мастерской Тинторетто.
Также в качестве предполагаемого автора назывался Франсиско Рибальта, но Рибальта в конце 1570-х годов был слишком молод для подобной работы — его самая ранняя известная картина датируется 1582 годом, когда Рибальте было 17 лет.
Картина долгое время атрибутировалась Эль Греко со знаком вопроса, и даже считалась копией с неизвестного оригинала Эль Греко. Л. Л. Каганэ по этому поводу писала: «Действительно, живопись картины суховатая, с точной проработкой деталей, отличается от свойственной художнику свободной манеры. Но трактовка образа, умение передать во внешности утончённость и острый ум вполне согласуются с творчеством Эль Греко».
В начале 2000-х годов было проведено тщательное сравнительное и технологическое исследование картины. Было выявлено, что манера письма бороды, усов, оттопыренного уха идентичны этим же деталям на портрете Винченцо Анастаджи из Коллекции Фрика в Нью-Йорке, также приписываемого кисти Эль Греко (картина датируется 1576 годом). Сравнительный анализ рентгенограмм портрета Эрсильи, «Святого Бернарда» (Эрмитаж) и «Святого Бенедикта» (Прадо) доказал полное сходство в наложении мазка на лицах и в распределении светотени на всех исследуемых картинах. Обе картины с изображениями святых, задействованные при анализе, были исполнены художником для ретабло толедской церкви Санто Доминго эль Антигуо, завершённого в 1579 году, и считаются бесспорными работами Эль Греко.

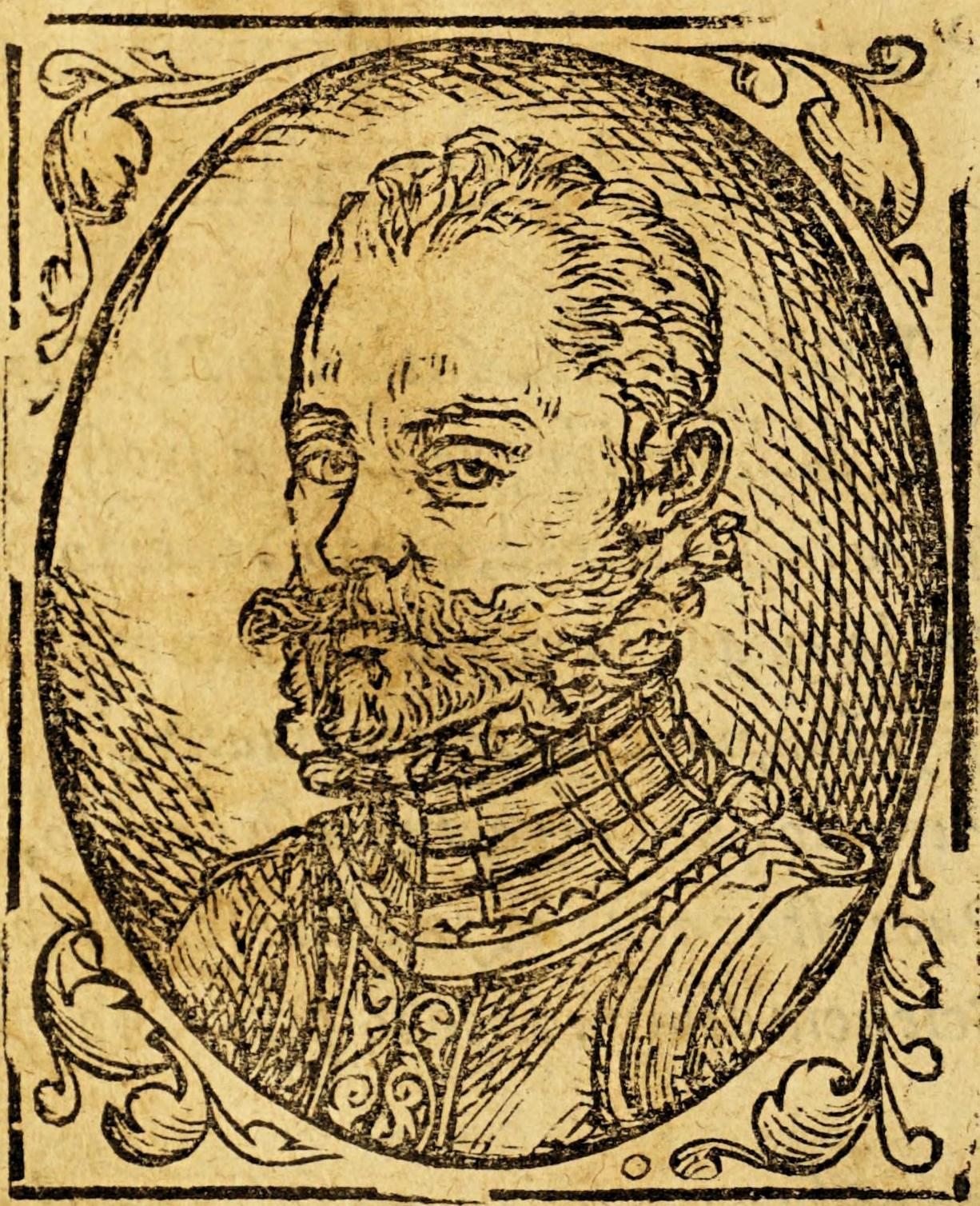
Портрет из издания «Арауканы» 1574 года
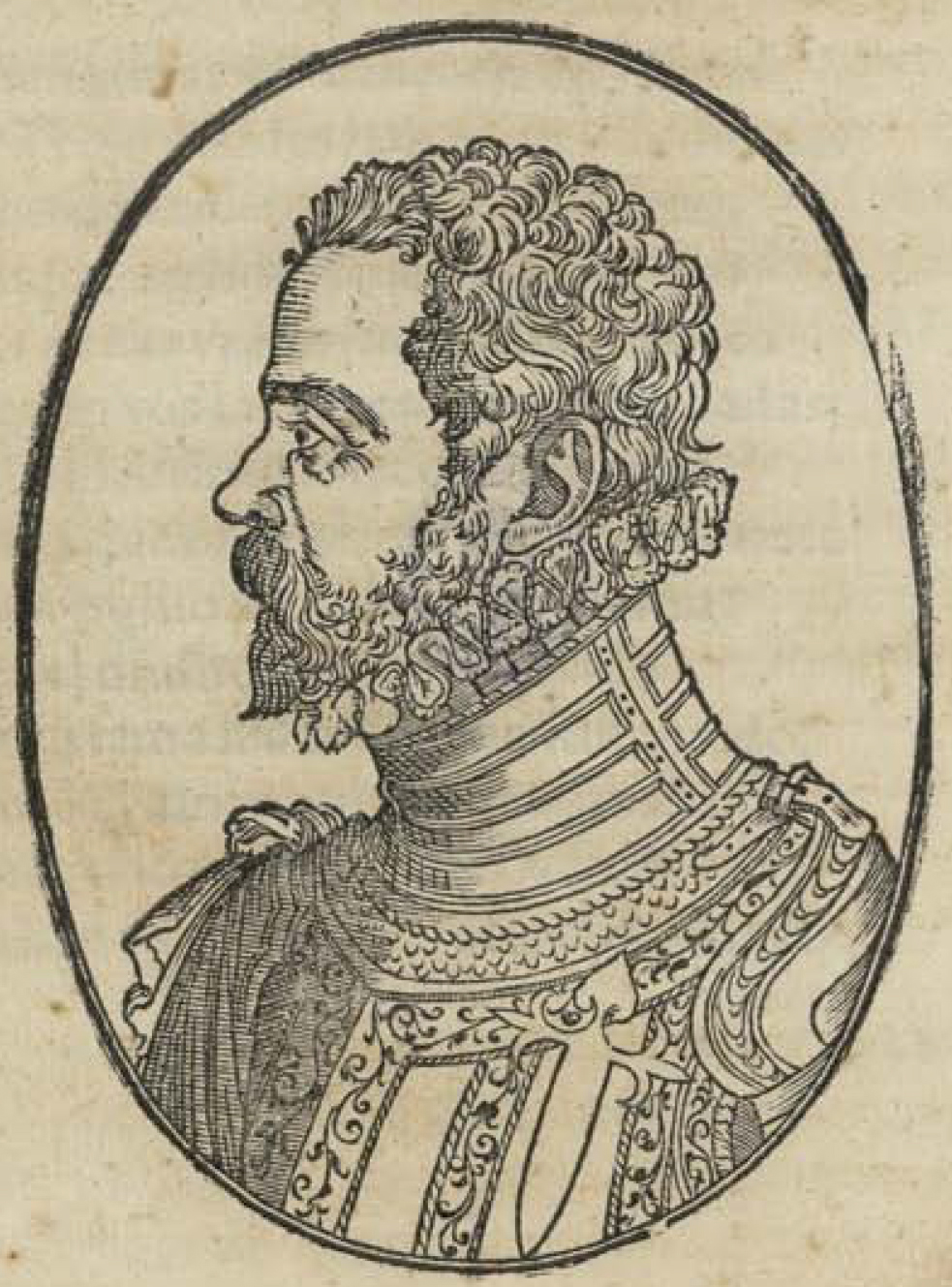
Портрет из издания «Арауканы» 1578 года
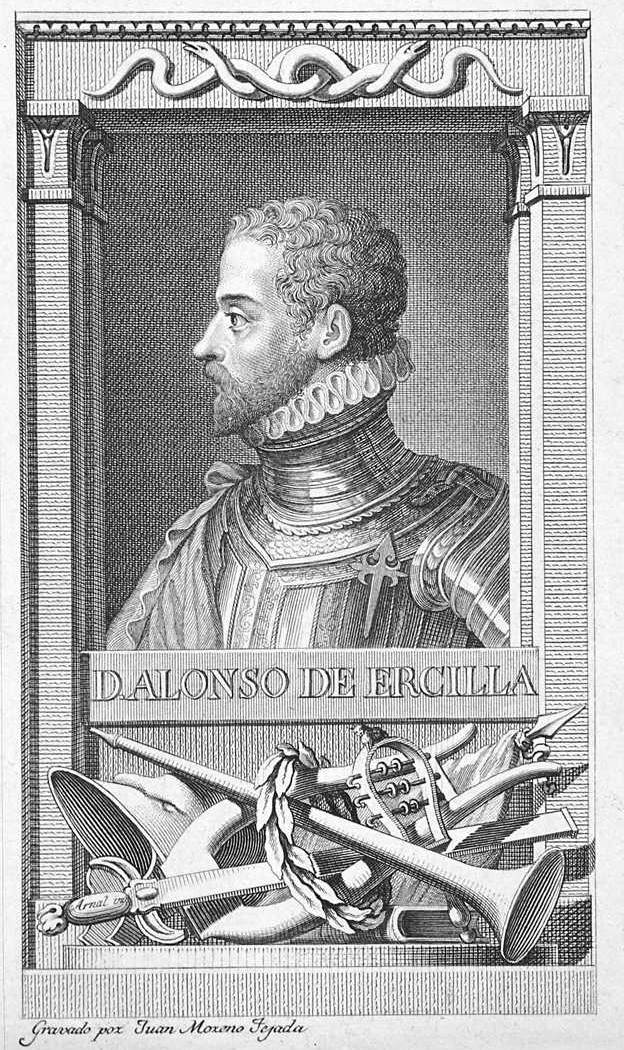
Гравюра Хуана Морено Техады. 1776 год
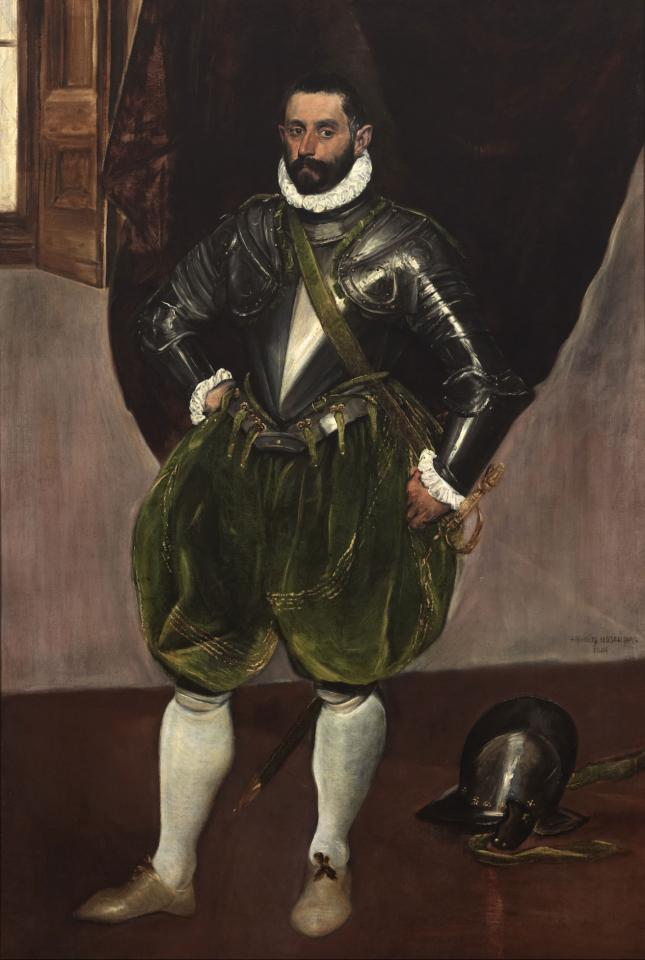
Портрет Винченцо Анастаджи. Коллекция Фрика. Около 1571—1576 годов
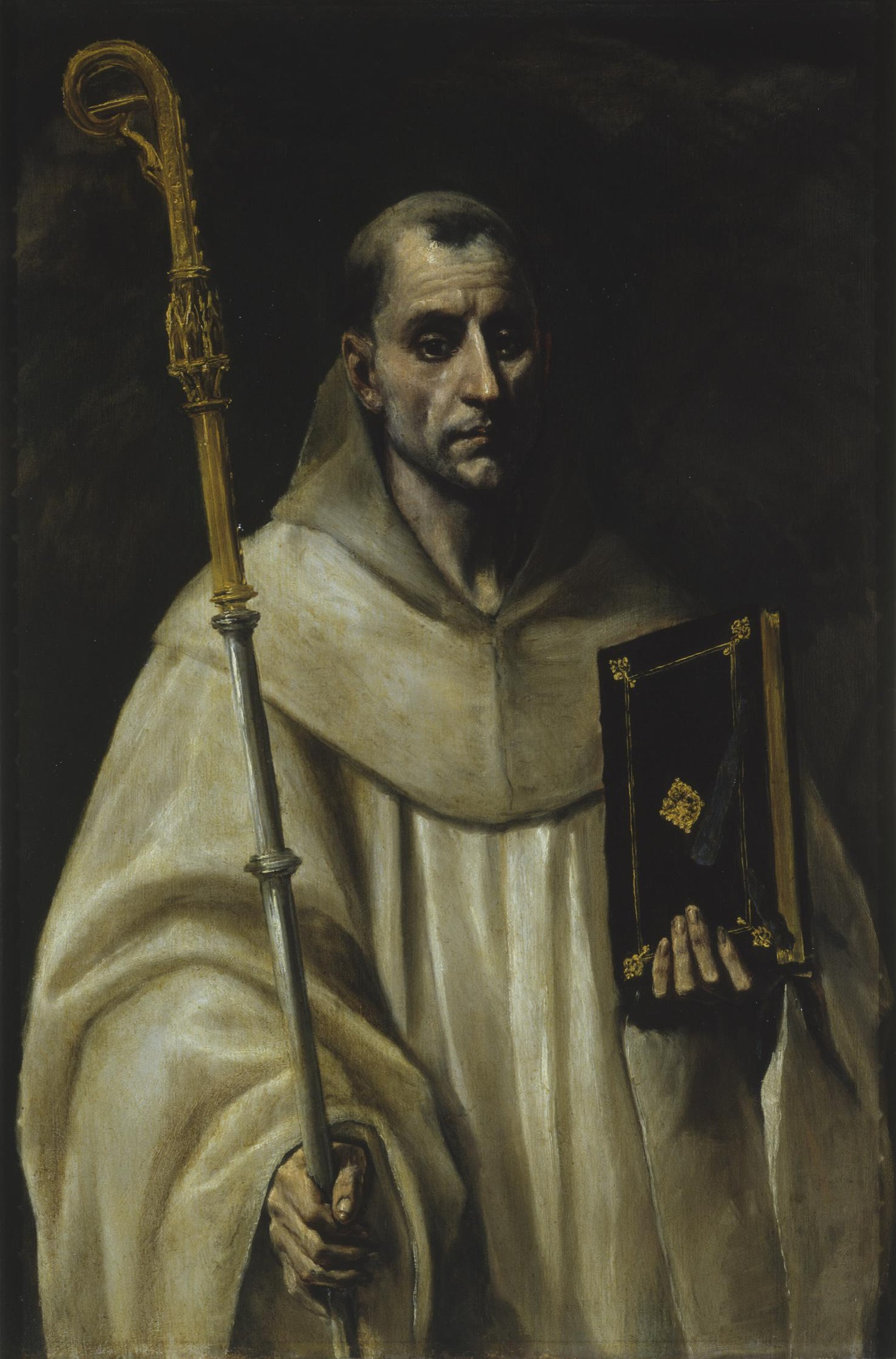
Святой Бернард. Эрмитаж. Около 1577—1579 годов